# Gran Turismo Injektion
Gran Turismo Injektion (kurz GTI) ist eine Bezeichnung für Automobile mit sportlichem Charakter. Der Begriff ist eine Erweiterung von Gran Turismo (GT) und wurde ursprünglich für Pkw verwendet, welche unter die Kategorie GT fielen, aber zusätzlich eine Benzineinspritzung (englisch injection) hatten.
Das 'i' stand historisch allerdings nicht für Injection, sondern für Internazionale.
Turismo Internazionale (TI) und Gran Turismo Internazionale (GTI) waren italienische Rennklassen für verbesserte Internationale Tourenwagen (TI) und Internationale 2+2 sitzige Sporttourenwagen (GTI) ab 1950 und ergänzten die bereits bestehenden seriennahen Klassen Turismo (T) und Gran Turismo (GT). Parallel dazu gab es ab diesem Zeitpunkt noch Turismo Nazionale.
Von Pkw-Herstellern wurden die Kürzel dieser Rennklassen gerne verwendet: Alfa Romeo Giulia TI, BMW 1800 TI, Monteverdi 2000 GTI, Ferrari GT 250, OPEL GT, MGB GT, Moretti 750 Gran Turismo Internazionale (1956), Mercedes-AMG GT als einige Beispiele und in Eigenkreationen z. B.: BMW 2002 tii, BMW 2000 TiLux, Alfa GTA GTV GTJ, Ferrari GTO und auch VW, wo das "i" in GTI nicht historisch richtig für Internazionale, sondern abgewandelt für Injektion steht. Maserati tat dieses bereits vor VW, trennte das Injektion "i" allerdings durch zwei Punkte vom GT im Logo beim Maserati 3500 G.T.I. von 1962. Andere Hersteller verwenden stattdessen auch gerne die Schreibweise GTi oder GT-i für ihre Einspritzmodelle.
Die Verwendung des Kürzels GTI ist in einigen Ländern von bestimmten Herstellern geschützt. In einem Verfahren hat das Gericht der Europäischen Union 2012 entschieden, dass zwischen den Marken GTI und SWIFT GTI keine Verwechslungsgefahr bestehe. Seitdem darf Volkswagen das Kürzel in der Europäischen Union nicht mehr exklusiv benutzen.
Weitere Hersteller von Pkw-Modellen mit der Bezeichnung GTI:
- Seat (zum Beispiel Ibiza, Cordoba)
- Rover (zum Beispiel 114, 216)
- Mitsubishi (zum Beispiel Colt C50, Colt CA0, Lancer C50)
- Nissan (zum Beispiel Almera oder Sunny)
- Peugeot (zum Beispiel 205, 309, 206, 308 (2007), 208 I oder 308 II)
- Suzuki (zum Beispiel Swift GTi)
- Toyota (zum Beispiel Celica GT-i, Carina E GTi)
- Volkswagen (zum Beispiel Golf GTI, Polo GTI, Lupo GTI, Scirocco GTI, Up GTI)
- Citroën (zum Beispiel Visa, AX, BX, CX in der Schreibweise GTi)

Bei Opel wurde in derselben Rolle die Abkürzung GSi („Grand Sport injection“) verwendet.